# Nécropole de Son Real
La nécropole de Son Real est un site archéologique en bord la mer situé sur la commune de Santa Margalida, sur l'île de Majorque dans l'archipel des Îles Baléares en Espagne. Cette nécropole a été bâtie durant la période talayotique et utilisée jusqu'au IIe siècle av. J.-C. Elle comprend plus de 130 tombes correspondant à plusieurs styles architecturaux d'époques différentes.

## Historique
C'est à Lluís Amorós Amorós que l'on doit dans les années 1950 la première mention connue du site. Des fouilles y sont menées jusqu'en 1969 puis le site tombe dans l'oubli et sa réutilisation comme terrain de moto-cross et la proximité immédiate de la mer contribuent à la détérioration des tombes. À partir de 1998, des mesures de protection et de restauration du site, ainsi que nouvelles fouilles archéologiques sont engagées.
En 2001, une tempête endommage les tombes situées à l'extrémité orientale du site dont certaines qui n'avaient jamais été fouillées. Une première fouille d'urgence en 2002 et des travaux réalisés en 2007 ont contribué depuis à une meilleure protection du site. La nécropole a désormais été pratiquement complètement fouillée et le site a été en grande partie restauré.
Le site a été déclaré bien d'intérêt culturel en 1964 sous la référence 51- 0002744.

## Le site
La nécropole a été édifiée sur un petit cap côtier. La surface du site est d'environ 800 m2 mais sa surface originale devait être plus grande au nord vers le promontoire. Il n'est pas exclu que l'îlot des Porros, qui est situé à un peu moins de 500 m à l'est du site, et qui comporte plusieurs tombes, faisait initialement partie intégrante de la nécropole avant d'en être séparé par une montée du niveau des eaux. La construction du dolmen de Son Real, situé à un peu moins de 400 m au sud-est du site, a probablement été abandonnée au profit de la nécropole de Son Real. C'est l'unique nécropole talayotique qui soit constituée uniquement de tombes, les nécropoles talayotiques étant généralement composées d'hypogées, de grottes naturelles plus ou moins réaménagées.

## Les tombes

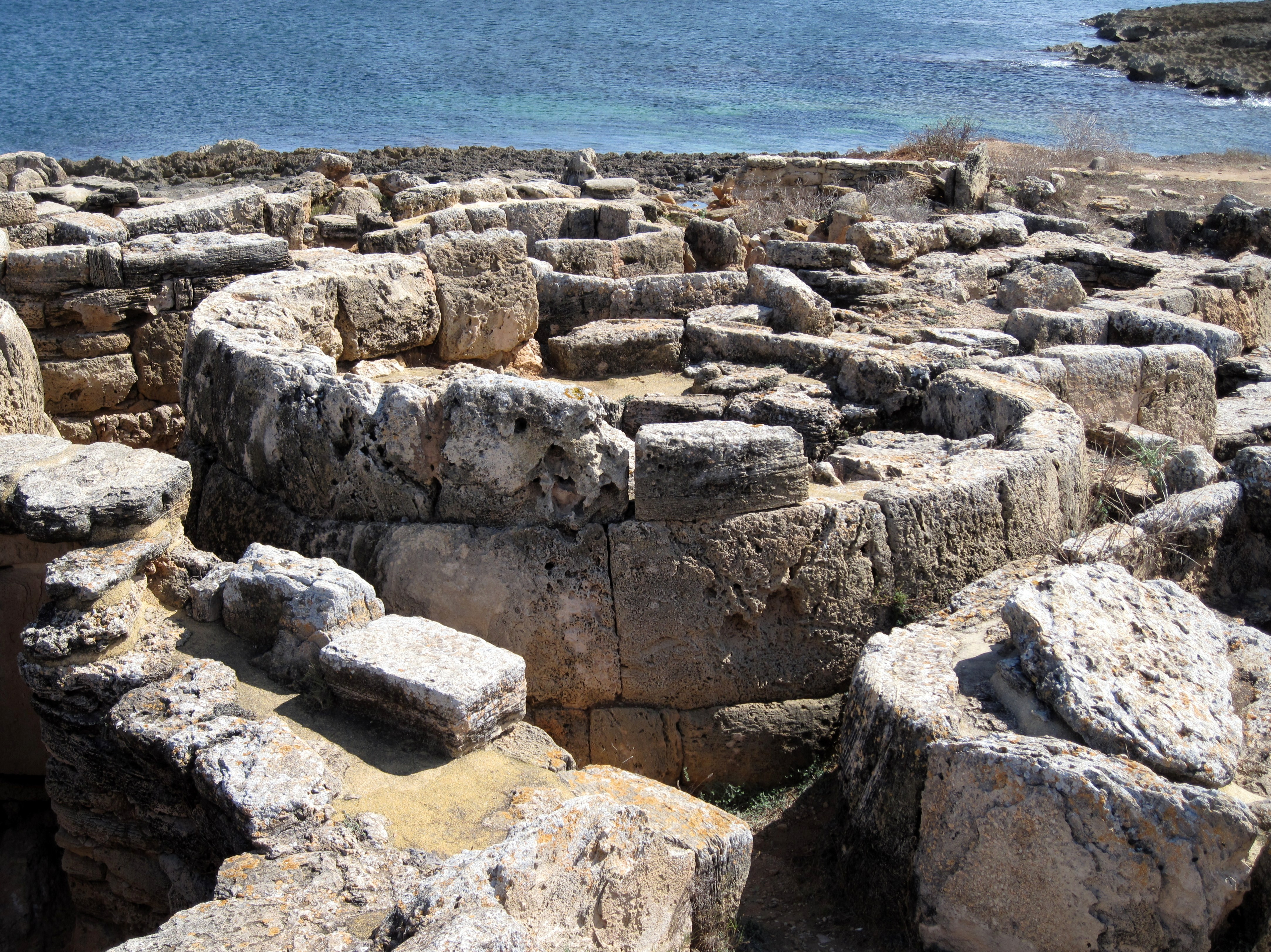
Tombe en forme de talayot circulaire.

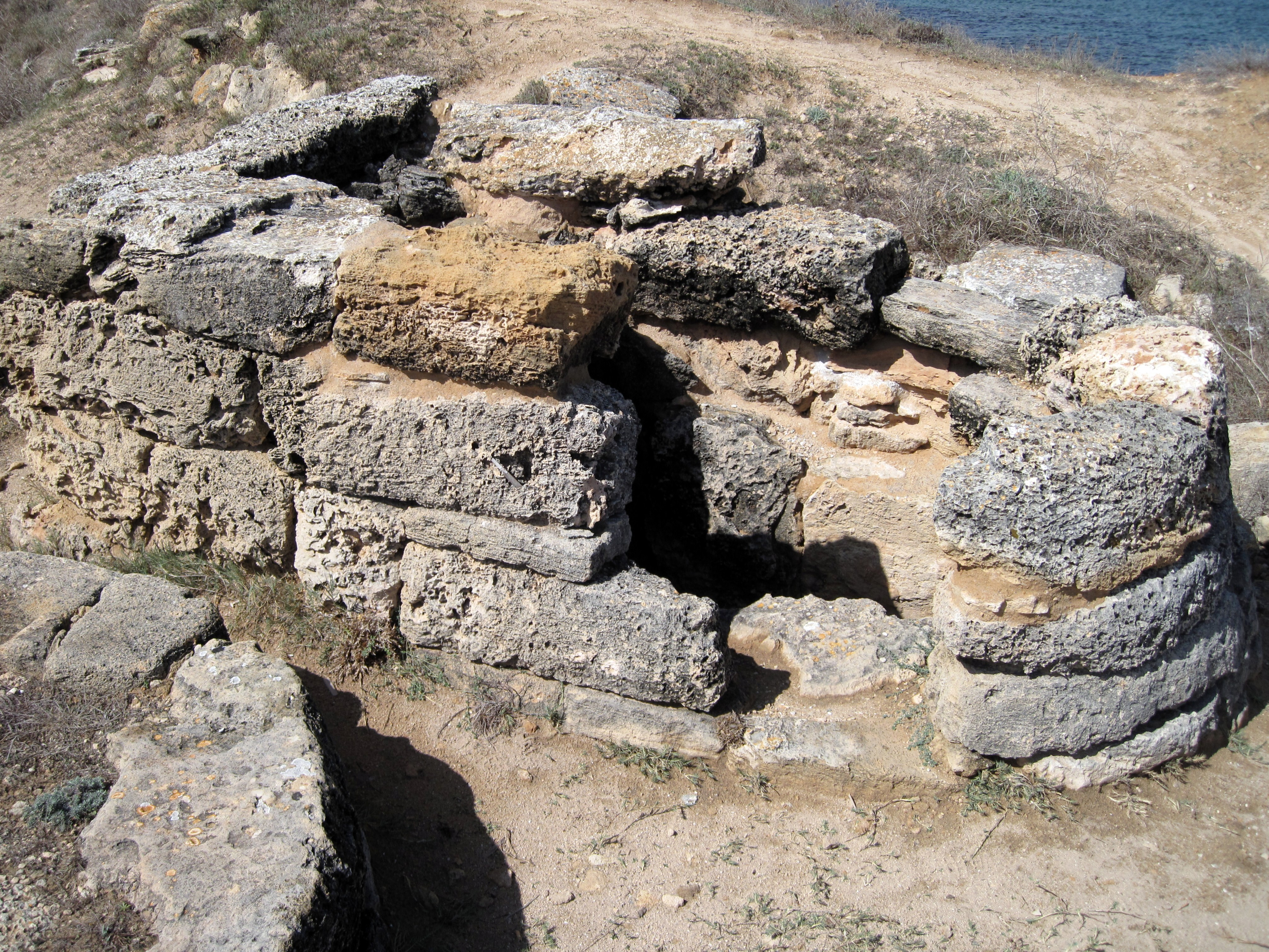
Tombe en forme de micronaveta.

Plus de 120 tombes ont été documentées, représentant au total au moins 300 personnes, elles correspondent à trois phases archéologiques qui ont été définies en fonction de l'architecture des tombes et du mobilier funéraire qui y fut découvert. Des différences ont aussi été observées entre la population inhumée (âge et sexe) et le rituel funéraire utilisé.
Durant la première phase, comprise entre le VIIIe siècle av. J.-C. et le VIIe siècle av. J.-C., les tombes sont des constructions d'excellente facture, rappelant la forme miniaturisée des édifices les plus emblématiques de la période, les talayots de forme ronde ou carrée.  Durant cette phase, ce sont principalement des hommes d'âge mur qui ont été inhumés. Le mobilier funéraire d'acompagnement se compose principalement d'armement (fers de lances, pointes de flèches, épées). Il semble donc qu'il s'agit alors de tombes réservées à une élite sociale composée de guerriers ou de chasseurs.
Dans une seconde phase, vers le VIe siècle av. J.-C. ou le Ve siècle av. J.-C., un nouveau type d'édifice apparaît, appelé micronaveta par référence aux navetas minorquines : de taille beaucoup plus réduite que celles-ci, ces tombes sont en forme d'abside ou de fer à cheval. Certaines comportent des ouvertures latérales, appelées fenêtres par les archéologues, ayant probablement une fonction rituelle ou symbolique et deux fosses parallèles creusées dans le sol rocheux des édifices, dont la fonction demeure inconnue, la possibilité d'y déposer les corps des défunts étant exclue. Les inhumations se généralisent à une population plus large (sexe et âge) mais avec une sous représentation des non adultes.
Dans la dernière phase, à partir du IVe siècle av. J.-C., les tombes construites dans les deux nécropoles de Son Real et de l'îlot des Porros divergent par leur architecture. À Son Real, des tombes familiales ou individuelles continuent à être bâties, en se réappropriant des éléments des sépultures précédentes, tandis que sur l'îlot des Porros une première chambre funéraire collective ainsi que diverses tombes ovales recouvertes de pierre sont construites. Du IVe siècle av. J.-C. au IIe siècle av. J.-C., à Son Real, les tombes deviennent quadrangulaires, sont construites par groupe et perdent en monumentalité. Au cours du IIe siècle av. J.-C., un sanctuaire est construit sur la pointe des Patrón sur l'îlot des Porros. Il semble que l'on puisse dater de cette période l'introduction d'un nouveau rituel funéraire, la crémation, qui coexiste avec l'ancien rituel funéraire. Ce constat a été mis en relation avec l'arrivée sur l'île d'une population étrangère à l'île, non sédentaire (marchands carthaginois) ou sédentaire par mariage avec des autochtones,,. Le défunt est placé en position fœtale enveloppé dans un linceul très probablement fermé avec des cordelettes,.
Le matériel archéologique découvert sur les sites de Son Real et de l'îlot des Porros est principalement composé de céramique et d'objets métalliques datés des VIe – Ve siècle av. J.-C., leur acquisition par les populations locales devant être liée à l'essor du commerce avec la colonie carthaginoise alors installée sur l'île d'Ibiza.